# Phénylalanine ammonia-lyase
La phénylalanine ammonia-lyase (PAL), EC 4.3.1.24, est une enzyme de type lyase présente chez les plantes et les mycètes (champignons). La PAL catalyse la conversion de l'acide aminé phénylalanine en acide cinnamique, avec libération d'ammoniac (NH3) :
L-phénylalanine  {\displaystyle \rightleftharpoons }  acide trans-cinnamique + NH3.
Cette réaction est la première étape de la synthèse de produits phytochimiques appelés phénylpropanoïdes.
La PAL appartient à la famille des lyases, plus spécifiquement à la famille des enzymes catalysant les réactions de rupture de liaison carbone-azote (EC 4.3). La PAL participe à 5 voies métaboliques : métabolisme de la tyrosine, métabolisme de la phénylalanine, cycle de l'azote, biosynthèse des phénylpropanoïdes et biosynthèse des alcaloïdes II.

## Structure
L'enzyme est codée par trois ou quatre gènes, il existe donc dans de nombreuses plantes plusieurs isoformes paralogues. À la date de 2007,  5 structures ont été identifiées pour cette classe d'enzyme, avec les codes PDB 1T6J, 1T6P, 1W27, 1Y2M,, et 2NYF.

## Intérêt thérapeutique
L'administration de phénylalanine ammonia-lyase à des patients atteints de Phénylcétonurie est actuellement étudiée. En effet, elle permettrait de dégrader la principale cause des symptômes de cette maladie : l'accumulation de Phénylalanine. Cette stratégie thérapeutique potentielle permettrait ainsi de remplacer le régime actuellement imposé aux patients, qui est particulièrement contraignant et difficilement observable.